# Lac Blanc (Bonneval-sur-Arc)
Pour les articles homonymes, voir Lac Blanc.
Le lac Blanc est un lac de France situé en Savoie, dans les Alpes grées, non loin du lac Noir et du refuge du Carro.

## Géographie
Le lac est situé à 2 753 mètres d'altitude, dans le creux d'un cirque glaciaire dominé par l'Ouille de Gontière (3 181 mètres), la Grande aiguille Rousse (3 482 mètres) et la cime du Carro (3 289 mètres) au nord-ouest, le col du Carro (2 911 mètres) au nord, l'Uja (3 379 mètres), l'aiguille Percée (3 353 mètres) et la Levanna Occidentale (3 593 mètres) à l'est et l'Ouille des Pariotes (3 123 mètres) au sud-est. Alimenté par des torrents issus de la fonte du glacier de Derrière les Lacs à l'est, il se déverse dans le ruisseau de Léchans, torrent affluent du Rhône via l'Arc et l'Isère.
Le lac Noir se trouve à quelques mètres à l'ouest du lac Blanc, de l'autre côté d'une moraine. Le refuge du Carro est situé juste au sud-ouest de ces deux lacs.
D'un point de vue administratif, le lac est situé sur le territoire communal de Bonneval-sur-Arc, juste au sud de la frontière avec l'Italie. De plus, il est inclus dans le parc national de la Vanoise.

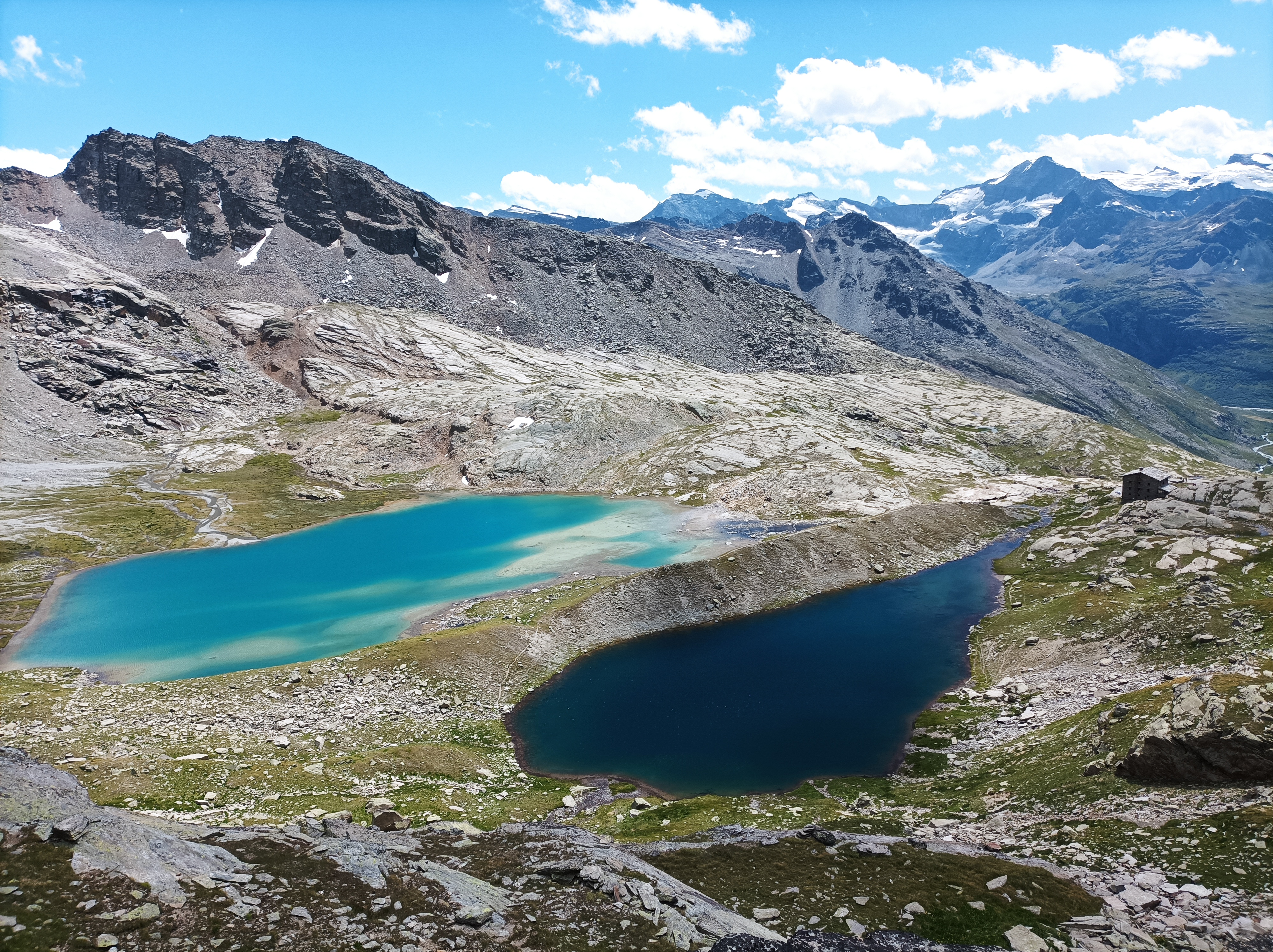
Vue en direction du sud du lac Blanc (à gauche), du lac Noir (au centre) et du refuge du Carro (à droite) dominés par l'Ouille des Pariotes avec au loin sur la droite l'Albaron.